# Bärenklinge (Schonwald)
Koordinaten: 48° 39′ 1,3″ N, 8° 58′ 13,2″ O
Das Gebiet Bärenklinge ist ein mit Verordnung vom 8. Mai 1995 durch die Körperschaftsforstdirektion Tübingen ausgewiesener Schonwald (Schutzgebiet-Nummer 200369) in Baden-Württemberg.

## Lage
Das Schutzgebiet befindet sich südwestlich von Ehningen. Es liegt im Staatswald Herrenberg und umfasst die Abteilungen 1–3 und 8 des Distriktes 9 „Ketterlenshalde“.

## Vegetation
Im Schonwald kommen laut Waldbiotopkartierung die folgenden Pflanzen vor:
Feldahorn, Berg-Ahorn, Rosskastanien, Knoblauchsrauke, Hänge-Birke, Wald-Zwenke, Gemeine Hainbuche, Großes Hexenkraut, Maiglöckchen, Gemeine Hasel, Zweigriffeliger Weißdorn, Eingriffeliger Weißdorn, Echter Seidelbast, Echter Wurmfarn, Gemeine Esche, Wald-Labkraut, Echte Nelkenwurz, Gewöhnlicher Liguster, Rote Heckenkirsche, Holzapfel, Männliches Knabenkraut, Gemeine Fichte, Wald-Rispengras, Vielblütige Weißwurz, Vogelkirsche, Schlehdorn, Wildbirne, Traubeneiche, Stieleiche, Purgier-Kreuzdorn, Hundsrose, Schwarzer Holunder, Elsbeere, Wald-Ziest, Winterlinde, Große Brennnessel.

## Schutzzweck
Der Schutzzweck des Schonwalds ist gemäß Schutzgebietsverordnung
- die Erhaltung und Förderung des durch menschliche Bewirtschaftung entstandenen lindenreichen Hainbuchen-Traubeneichen-Bestandes auf großer zusammenhängender Fläche;
- die Erhaltung und Förderung der Biotop- und Artenvielfalt;
- die Erhaltung der skurrilen Baumformen und des Wildobstes im ehemaligen Hutewald.

## Betreuung
Wissenschaftlich betreut wird der Schonwald durch die Forstliche Versuchs- und Forschungsanstalt Baden-Württemberg (BVA).